# Ocrisiona victoriae
Ocrisiona victoriae är en spindelart som beskrevs av Zabka 1990. Ocrisiona victoriae ingår i släktet Ocrisiona och familjen hoppspindlar. Inga underarter finns listade i Catalogue of Life.